# Svenska folkförbundet
Svenska folkförbundet var en politisk propagandaorganisation som grundades 1906 i Stockholm under intryck av unionsupplösningen. Det verkade för ett nationellt, försvarsvänligt, reforminriktat och antisocialistiskt program. Initiativtagare var nationellt sinnade arbetare som ogillade kollektivanslutningen till Socialdemokraterna.  
Förbundets huvudsakliga ambition var att bekämpa socialismen för att åstadkomma "nationell samling". Svenska folkförbundet stödde sociala reformer men avvisade vad de såg som orättmätiga krav på reformer som endast gagnade delar av nationen. I sitt program deklarerade man sig stödja "alla nyttiga och genomförbara sociala reformkrav, men däremot icke sådana krav, vilka rikta sig mot samhällets djupaste grundvalar, den personliga friheten, familjen och den privata äganderätten". Bland annat verkade man för ålderdoms- och invaliditetsförsäkring, folkundervisning och för att främja egnahemsrörelsen.
Svenska folkförbundet hade sin storhetstid innan Allmänna valmansförbundet (AvF) blev en modern val- och partiorganisation och fungerade som en opinionsbildade stödorganisation åt Allmänna valmansförbundet. Under organisationens första år bildades ett stort antal lokalavdelningar runt om i landet och Folkförbundet hade en fördel i att de till skillnad ifrån till exempel Allmänna valmansförbundet välkomnade kvinnliga medlemmar och verkade för kvinnlig rösträtt. I medlemskåren fanns därför många högerkvinnor och bland dessa Cecilia Milow som var redaktör för folkförbundets halvveckotidning Svenska Folkviljan (1906-1919), och Jeanna Nilsson som satt i förbundets styrelse. Båda kom att ha spela viktiga roller vid bildandet av Sveriges moderata kvinnoförbund 1915. Även Edit Kindvall som 1915 rekryterades av AvF för att organisera deras egna kvinnoklubbar hade sin bakgrund i Svenska folkförbundet.
Svenska folkförbundets opinionsbildande verksamhet innehöll förutom utgivandet av ett stort antal broschyrer även de så kallade "blå bilarna" som i konkurrens med "röda bilar" snabb kunde föra talare runt om landet. Den första "blå bilen" började färdas några veckor före den röda valåret 1911.
I takt med att Allmänna valmansförbundet började bedriva en modern politisk opinionsbildande verksamhet, öppnade upp för kvinnliga medlemmar och förnyade sitt politiska program var Folkförbundets tidigare roll överspelad. Förbundets verksamhet började därför tyna bort. Tidningen Svenska Folkviljan stöptes 1919 om till Riket som efter 1925 blev en månadsskrift. Skriften började komma ut sporadiskt efter 1927 och det sista numret kom 1931. Under denna senare period i förbundets historia var David Norman ("Folkförbundar-Norman"), ordförande 1917-1925, en viktig gestalt.